# Pristimantis versicolor
Pristimantis versicolor es una especie de anfibio anuro de la familia Craugastoridae.

## Distribución
Esta especie habita:
- en Ecuador en las provincias de Loja y Zamora-Chinchipe entre los 2 750 y 3 100 m de altitud;
- en Perú en la región de Amazonas entre los 665 y 1 750 m sobre el nivel del mar.[4]

## Descripción
Los machos miden de 19.3 a 25.2 mm y las hembras de 22.7 a 29.8 mm.

## Publicación original
- Lynch, 1979 : Leptodactylid frogs of the genus Eleutherodactylus from the Andes of southern Ecuador. Miscellaneous Publication, Museum of Natural History, University of Kansas, n.º 66, p. 1-62[5]